# Holofernes

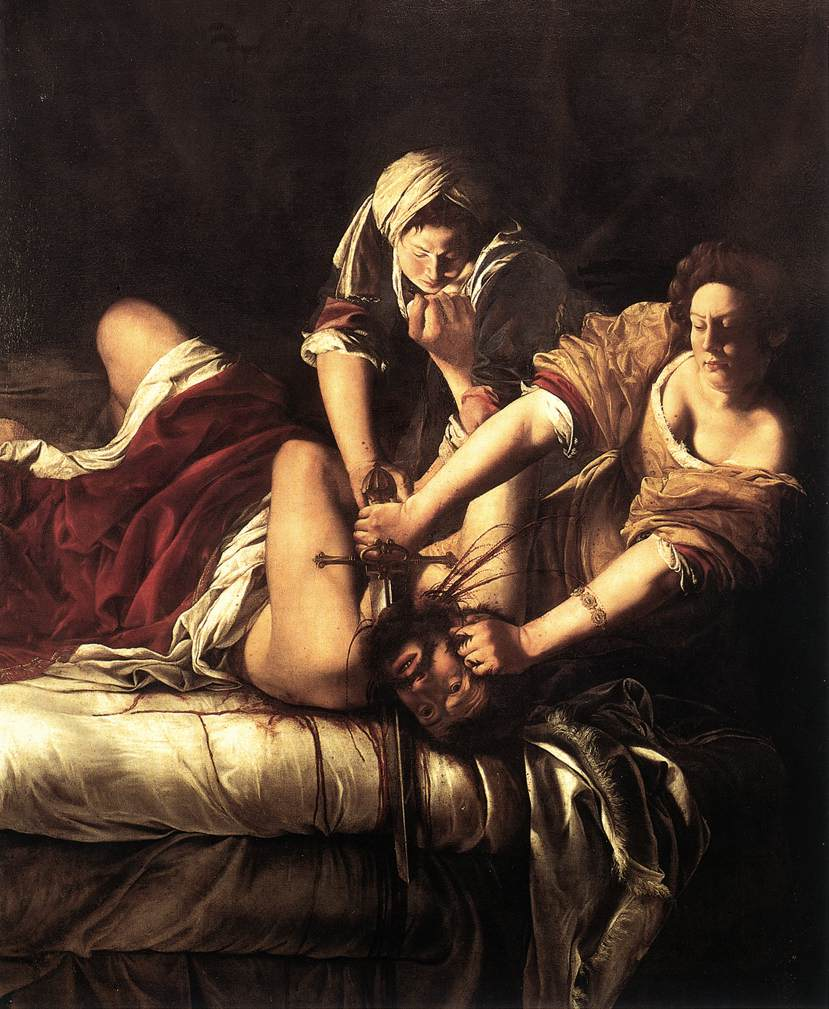
Artemisia Gentileschis målning Judith halshugger Holofernes.

Holofernes var en assyrisk härförare, omtalad i Judits bok. Han var den i Ninive residerande assyriske kungen Nebukadnessar II:s överfältherre och hade av honom fått i uppdrag att underkuva samtliga folk i västra Asien. Han blev då han belägrade fästet Betylua i judiska landet, dödad av en israelitisk kvinna, Judit. Han kan inte vara en historisk person.